# Pentalogía de Hierro
La serie de novelas conocida como La Pentalogia de Hierro (鶴鐵系列) es una célebre saga del género wuxia (Wǔxiá (también Wu Xia) (Chino: 武俠 武侠 Mandarín IPA: [wuɕiɑ]; Cantonés: mów hàb), literalmente de "caballeros de las artes marciales" o "héroes de las artes marciales").
En inglés recibe el nombre de Crane-Iron Series, nombrada por los personajes de los títulos de la primera y última entregas de la serie, Crane del primer libro, y Iron del quinto libro. (Crane Frightens Kunlun y Iron Knight, Silver Vase). La pentalogia narra las luchas de cuatro generaciones de Youxia,
(Chino tradicional: 遊俠 chino simplificado: 游侠 Pinyin: yóuxiá)) "fuerza errante".
El autor de la pentalogia de Hierro es Wang Baoxiang (Chino tradicional: 王葆祥, Pekín, 1909, Shandong, 1977), más conocido por su apodo Wang Dulu (Chino tradicional: 王度盧, chino simplificado: 王度庐). Wang Dulu fue maestro, editor, escritor de novelas tanto del género Wuxia, de misterio, de detectives como de otras obras, pero se le recuerda en especial por ser el creador de la pentalogia de Hierro.

## Orden de lectura de la serie
Estos son los títulos bajo los que ahora se publican, en orden con su cronología interna (es decir, no en el orden en que fueron compuestas y publicadas originalmente):
1. La grulla asusta Kunlun (鶴驚崑崙) (Crane Frightens Kunlun en inglés)
2. Espada Preciosa, horquilla de oro (寶劍金釵) (Precious Sword, Golden Hairpin en inglés)
3. Fuerza de la Espada, Brillo de Perla (劍氣珠光) (Sword Force, Pearl Shine en inglés)
4. Tigre agazapado, Dragón escondido (臥虎藏龍) (Crouching Tiger, Hidden Dragon en inglés)
5. Caballero de Hierro, Jarrón de Plata (鐵騎銀瓶) (Iron Knight, Silver Vase en inglés)

## Orden de Publicación
El primer libro de la serie, La grulla asusta Kunlun (鶴驚崑崙), fue escrito en tercer lugar, después de que Wang Dulu escribiera Fuerza de la Espada, Brillo de Perla (劍氣珠光), y serializado bajo el título de Grulla que baila, Luan que canta (舞鶴鳴鸞記) (Dancing Crane, Singing Luan en inglés).

## Traducciones
A fecha de 2013, no existen traducciones oficiales en inglés de la Pentalogia de Hierro. Las dos primeras novelas han sido traducidas al francés en cuatro tomos por la editorial Calmann-Lévy. Sin embargo, hay un Manhua seriado de Tigre agazapado, Dragón escondido (臥虎藏龍) que ya ha pasado de la segunda edición revisada creado por Andy Seto (司徒劍僑 Mandarín: Sītú Jiànqiáo, 3 de junio de 1969). La trama que se desarrolla en el Manhua se aleja bastante del texto escrito.
Actualmente hay una traducción al inglés no oficial de la primera novela de la pentalogia, La grulla asusta Kunlun (鶴驚崑崙)).
Además, en 2021, ya hay una traducción en castellano realizada por Marcos Granados, no oficial, de la primera novela de la pentalogía. La grulla asusta Kunlun (鶴驚崑崙).

## Relevancia de la obra
Wang Baoxiang es considerado como uno de los pioneros del género moderno de wuxia, junto con otros escritores wuxia establecidos como Jin Yong y Liang Yusheng. Dentro del género, Wang se había asegurado su lugar como uno de los "Diez Grandes Escritores" y uno de los "cuatro grandes escritores de la Escuela del Norte", junto con Li Shoumin, Gong Baiyu y Zheng Zhengyin.
Zhang Gansheng, un estudioso de la literatura china moderna y contemporánea, ha caracterizado a Wang como el principal contribuidor del perfeccionamiento del género wuxia, y de allanar el camino para una generación de grandes escritores posteriores. Sin embargo, según Xu Sinian, otro estudioso del tema, no ha habido ninguna crítica detallada de las obras de Wang, aparte de la realizada por el estudioso taiwanés Ye Hongsheng.

## Adaptaciones Cinematográficas
La película del director Ang Lee, Wò hǔ cáng lóng (2000) (chino tradicional: 臥虎藏龍; chino simplificado: 卧虎藏龙; Pinyin: Wò hǔ cáng lóng, (Tigre y Dragón en España) , incluye episodios e información de algunos de los otros libros de la serie, además de la novela en la que se basa, que comparte el mismo título que la película en la versión inglesa. Es una coproducción de China, Hong Kong, Taiwán y Estados Unidos, protagonizada por Chow Yun-Fat, Michelle Yeoh y Zhang Ziyi.
El sitio web oficial de la actriz Michelle Yeoh, quien protagonizó la película, tiene un resumen de los cinco libros. En enero de 2013, se informó de que The Weinstein Company estaba preparándose para producir una adaptación del siguiente libro de la serie Caballero de Hierro, Jarrón de Plata (鐵騎銀瓶), en una película, contando como director probable con Ronny Yu. Posteriormente renombrada como Crouching Tiger, Hidden Dragon II: The Green Legend,  el proyecto comenzó el rodaje en Nueva Zelanda en agosto de 2014, con Yuen Woo-ping como director y no Ronny Yu como se pensaba en un principio.